# International Center for Agricultural Research in the Dry Areas
Das International Center for Agricultural Research in the Dry Areas (ICARDA) erforscht die Möglichkeiten, landwirtschaftliche Produktionsmethoden in den Trockengebieten der Erde zu verbessern. ICARDA, gegründet 1977, ist eine der 15 Forschungseinrichtungen der Beratungsgruppe für Internationale Agrarforschung. Die Zentrale von ICARDA befindet sich in Aleppo. Daneben unterhält die Einrichtung Niederlassungen in verschiedenen Ländern Nordafrikas und des vorderen Orients.
Die Verwaltung in Aleppo wurde Mitte 2012 wegen des Bürgerkriegs in Syrien geräumt und das Hauptquartier nach Beirut verlegt. Die wichtigsten Bestände – u. a. die Genbank – konnten gerettet werden. Das Icarda forderte 2015 wegen der Zerstörung seiner örtlichen Saatgut-Sammlung in Aleppo Samen aus der «Arche Noah der Pflanzen», dem Svalbard Global Seed Vault auf Spitzbergen, an.

## Schwerpunkte
Zu den Schwerpunkten gehören 
- die Züchtung trockenheitsresistenter Kulturpflanzen wie Gerste, Kichererbsen und Faberbohnen sowie der Stärkung der Sortenvielfalt in der Region;
- die Erforschung von Methoden, die einen sparsamen Umgang mit Wasser ermöglichen;
- die Erforschung und Verbesserung der wirtschaftlichen und soziokulturellen Rahmenbedingungen, insbesondere der Situation der Frauen in den betreffenden Ländern.

Deshalb hat ICARDA in Marchouch, Marokko, ein Forschungszentrum für die Entwicklung von Linsensorten eingerichtet.